# Callistoleon erythrocephalus
Callistoleon erythrocephalus là một loài côn trùng trong họ Myrmeleontidae thuộc bộ Neuroptera. Loài này được Leach miêu tả năm 1814.